# Kozlovia
Kozlovia är ett släkte i familjen flockblommiga växter. Det beskrevs av Vladimir Lipskij 1904.

## Arter
Släktet omfattar två arter i Centralasien:
- Kozlovia laseroides (Hedge & Lamond) Spalik & S.R.Downie
- Kozlovia paleacea (Regel & Schmalh.) Lipsky